# アレクサンダル・セドラル
アレクサンダル・セドラル（セルビア語: Александар Седлар, ラテン文字転写: Aleksandar Sedlar、1991年12月13日 - ）は、セルビアのサッカー選手。ポジションはディフェンダー、ミッドフィールダー。

## 経歴

### FKメタラツ・ゴルニ・ミラノヴァツ
本来はミッドフィールダーだったが2012年夏に移籍したFKメタラツ・ゴルニ・ミラノヴァツでディフェンダーにコンバートされた。

### RCDマジョルカ
2019年7月12日、RCDマジョルカに4年契約でフリー移籍した。

### アラベス
2022年7月5日、フリーでセグンダ・ディビシオンに降格したデポルティーボ・アラベスに加入し、2年契約を交わした。